# Godojos
Godojos è un comune spagnolo di 77 abitanti situato nella comunità autonoma dell'Aragona, a 120 km da Madrid.
Nella zona superiore della città si trova il "Castillo-Torre de los Señores", una forticazione residenziale, in stile gotico, costruito sulla base di una precedente castello; questo edificio venne abitato dai "Heredia" e dai "de Luna".
Nella piazza della città si trova la "Iglesia Parroquial de la Purísima Concepción", sempre di stile gotico.

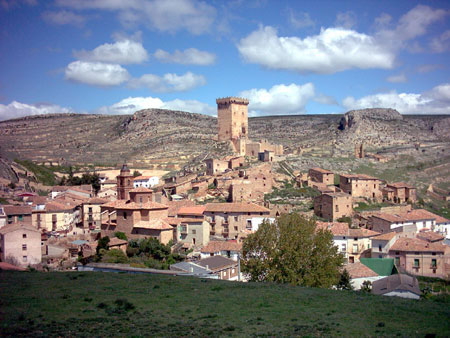
La città di Godojos